# Girolamo Crescentini
Girolamo Crescentini (Urbania, Pesaro, 2 de febrer, 1762 - Nàpols, Campània, 24 d'abril, 1846) fou un cantant (sopranista) castrat, mestre de cant i compositor.
Començà l'estudi de la música als deu anys i després es traslladà a Bolonya amb objecte de perfeccionar-se presentant-se per primera vegada en públic el 1783. Cantà successivament a Liorna, Pàdua, Venècia, Torí i Londres, on la seva bella veu produí tal entusiasme, que va romandre setze mesos en el mateix teatre. Al retornar a Itàlia primer cantà en un teatre de Milà i després, per espai de dos anys, en el San Carlo de Nàpols.
Corregué les principals ciutats d'Itàlia i el 1804 es dirigí a Viena com a professor de cant de la família imperial, però havent-lo escoltat Napoleó l'any següent li causà tal impressió que el contractà, romanent a París des de 1806 fins a 1812. A París entre altres alumnes tingué a l'esposa del ballarí Albert la cantant Agustine Albert-Himm.

## Curiositats
Es diu que una nit, durant la representació de l'òpera Giulietta e Romeo, de Zingarelli, el talent i la puríssima veu de Crescentini varen commoure tan profundament, al públic, que en una escena del tercer acte els espectadors no varen poder evitar que els seus ulls s'omplissin de llàgrimes, i Napoleó, no sabent com manifestar el seu agraïment al cantant, aquella mateixa nit l'anomenà cavaller de l'Orde de la Corona de Ferro.
L'any 1812, havent notat certa alteració en la seva veu, es retirà de l'escena i es dedicà a l'ensenyança a Nàpols, on tingue molts alumnes entre ells a Emmanuele De Roxas, Guglielmo Cottrau, Giuseppe Curci, Angelo Catelani. També fou un distingit compositor i deixà diverses composicions vocals, entre elles, una ària que intercalava a Giulietta e Romeo, un mètode de cant.